# Aleksiej Basmanow

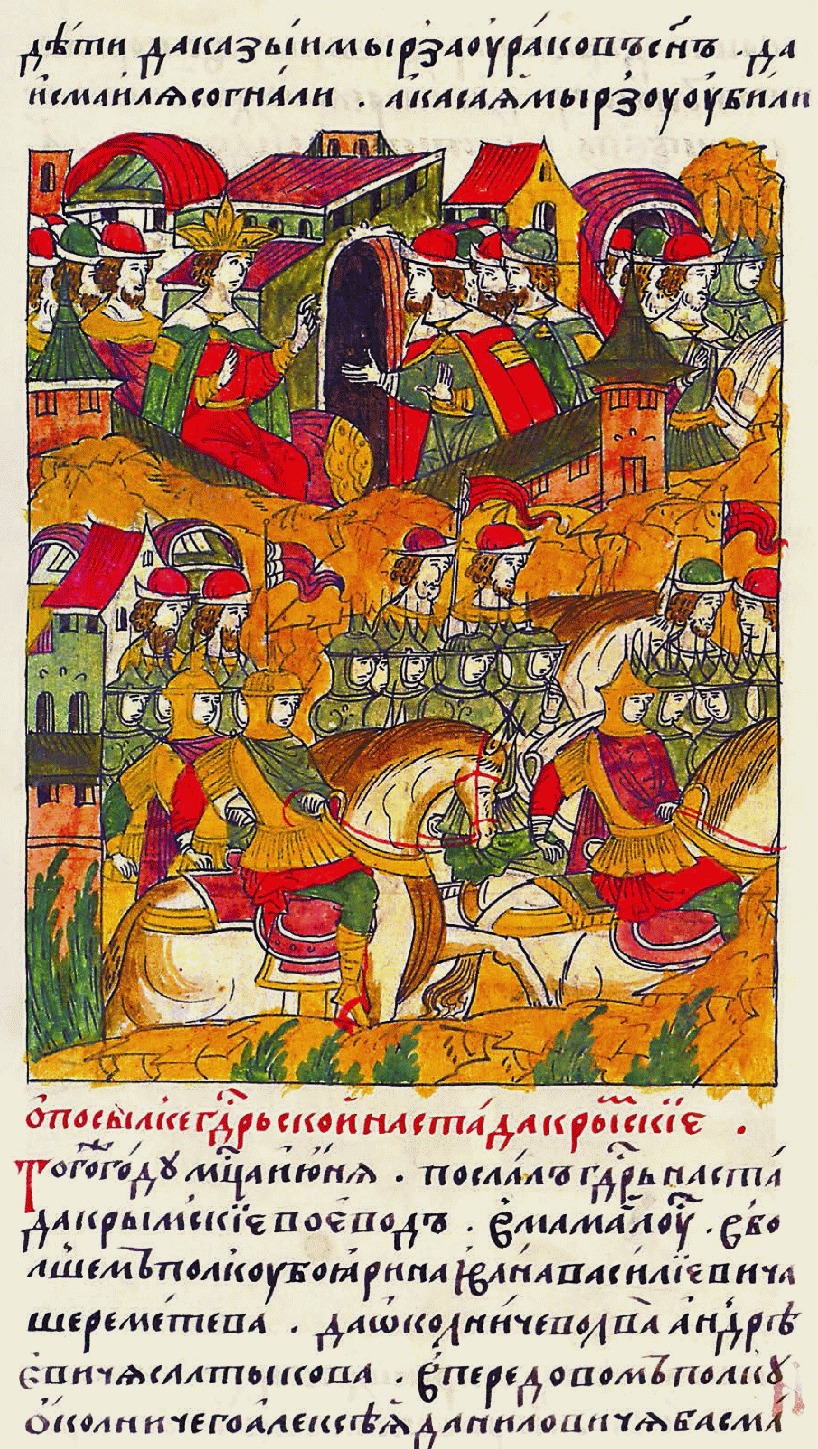
Ilustrowana kronika Iwana Groźnego: "O carskim posyłaniu do stad krymskich. W tamtym roku w miesiącu czerwcu, posłał car na stada krymskie wojewodów z Mamaiła: w dużym pułku bojarów Iwana Wasilewicza Szeremetiewa i Lwa Andriejewicza Sałtykowa; w czołowym pułku - Aleksieja Daniłowicza Basmanowa".

Aleksiej Daniłowicz Basmanow (ros. Алексей Данилович Басманов; ur. 1514, zm. 1570) – bojar i wojewoda cara Iwana IV Groźnego, jeden z głównych opriczników.

## Życiorys
Był synem Daniła Andriejewicza Pleszczewa-Basmana. Zdobył uznanie cara w 1552 roku, podczas oblężenia Kazania. W 1555 pod Sudbiszczi stanął na czele siedmiotysięcznej armii naprzeciw wojsk chana krymskiego Dewlet Gireja, bitwę wygrał. W 1556 został bojarem oraz namiestnikiem Nowogrodu Wielkiego. W trakcie wojen inflanckich zdobył Narwę i brał udział w oblężeniu Połocka. W 1564 roku wraz z synem Fiodorem zorganizował skuteczną obronę Riazania przed siłami Chanatu Krymskiego
Znajdował się w bliskim otoczeniu cara Iwana IV Groźnego. Był jednym z inicjatorów wprowadzenia opriczniny. W 1568 roku w imieniu cara wygnał z chramu metropolitę moskiewskiego Filipa, oskarżonego o zorganizowanie przejścia Nowogrodu i Pskowa pod władanie króla polskiego Zygmunta II Augusta. 

## Literatura
- Basmanow, Aleksiej Daniłowicz // Rosyjski słownik biograficzny : w 25 tomach